# Тамаки
Тамаки (яп. 玉城町 Тамаки-тё:) — посёлок в Японии, находящийся в уезде Ватарай префектуры Миэ. Площадь посёлка составляет 40,94 км², население — 15 463 человека (1 июня 2014), плотность населения — 377,70 чел./км².

## Географическое положение
Посёлок расположен на острове Хонсю в префектуре Миэ региона Кинки. С ним граничат город Исе и посёлки Таки, Мейва, Ватарай.

## Население
Население посёлка составляет 15 463 человека (1 июня 2014), а плотность — 377,70 чел./км². Изменение численности населения с 1980 по 2005 годы:
| 1980 | 11 643 чел. |  |
| 1985 | 12 141 чел. |  |
| 1990 | 12 348 чел. |  |
| 1995 | 13 313 чел. |  |
| 2000 | 14 284 чел. |  |
| 2005 | 14 888 чел. |  |

## Экономика
В посёлке расположен завод датчиков и сенсоров Panasonic.

## Символика
Деревом посёлка считается подокарп крупнолистный, цветком — цветок сакуры.